# 倉木みお
倉木 みお（くらき みお　、1987年7月7日 - ）は、日本のAV女優。

## 略歴
東京都出身。2010年に元SOD女子社員のふれこみでSODクリエイトよりAVデビュー。

## アダルト作品

### DVD
2010年
- あのニコニコSOD女子社員 倉木みお 決意のAVデビュー!（6月24日、SODクリエイト）
- AV女優になるためSODを退社した元SOD女子社員 倉木みお ゴックン＋初中出し＋パイパン＋4P 解禁祭り200分SP（7月22日、SODクリエイト）
- 相○紗季激似!ごっくん志願M女 倉木みお ザーメン調教スペシャル（8月24日、ROCKET）
- 働く美女と性交（9月5日、ドリームチケット）
- ○紗季激似!ごっくん志願M女 倉木みお ザーメン調教スペシャル（9月14日、SODクリエイト）
- 恋人映像（10月8日、KUKI）
- エロカワ娘の腰ふり騎乗位II（10月13日、アロマ企画）
- B.B.ボーイズに目覚めちゃった僕。 小悪魔編 5（11月13日、アロマ企画）
- 近親相姦 美人すぎる母の濃厚マン汁を飲み干したい（11月19日、VENUS）
- 乱れる人妻（11月26日、なでしこ）
- イカセッぱっ! 犠牲者（12月3日、グレイズ）
- （裏）手コキクリニック～完全版～性交クリニックファン感謝祭200分スペシャル（12月7日、SODクリエイト）

2011年
- 友人の妻はドスケベ家庭教師（1月1日、VENUS）
- 親戚の集まりで久しぶりに会った美人すぎるイトコが酔った勢いで僕のチ○ポをイジりはじめた…（1月8日、ヒビノ）
- 原石発掘1（1月14日、LEO）
- あ～やらしい!17 特濃ザーメン溜め飲み大好き娘（1月21日、映天）
- タイトスカートしか見たくない! 4時間（1月28日、TMA）
- 美人母近親調教投稿録（2月5日、NON）
- 旦那の趣味で犯されて（2月17日、タカラ映像）
- 私が家庭教師を始めた本当の理由（2月25日、BALTAN）
- コスプレ制服縞パン（3月11日、TMA）
- 教師と生徒の逆転関係!禁断レズ学園 6（3月19日、ディープス）
- 友人の妻はドスケベ家庭教師（3月24日、VENUS）
- 乱れた人妻たち 第3章（4月8日、なでしこ）
- イラマの涙 泣きっツラにザー汁（4月15日、NON）
- なめらかスローフェラチオ（4月15日、SEX Agent）
- 巨乳人妻に、口内射精。～熟成濃厚尺八の宴～（4月15日、SEX Agent）
- 感じちゃイヤぁ～ん （禁）アクメホテル1泊2日（5月7日、Hunter）
- 鬼フェラ地獄 IX（5月13日、レアル・ワークス）
- 上は制服 下はブルマ SP 発情ブルマver.（5月19日、ディープス）
- 絶倫コスプレ夫人の豊満尻があぶない件。（5月20日、SEX Agent）
- ～若妻の悩めるセックスライフ～ 欲求不満で生姦受精された私。（6月1日、ワンズファクトリー）
- 綺麗なお姉さんの顔騎で手コキ（6月13日、マルクス兄弟）
- いけない人妻たち 夫以外の男たちに痴態をさらす6人の人妻たち（6月24日、なでしこ）
- 嫁にバレずにコッソリとAV女優にヌかれちゃった僕 2（7月7日、アイエナジー）
- 射精時代 ビジネスガールの生々しくて淫靡な手淫（7月15日、SEX Agent）
- 精飲したがる即尺義母 ～みおの濃厚ザーメン丸呑み願望～（8月1日、Fitch）
- ドup指入れオナニー（8月15日、ワンズファクトリー）
- 新人タレント偽温泉番組レポート（12月22日、ATOM））
- 乳首いじり屋 （12月22日、アキノリ）

### DVD【無修正】
2011年
- キャットウォーク ポイズン 38（2月3日、キャットウォーク）
- アンコール Vol.26（5月26日、ステージ2メディア）
- サスケプレミアム Vol.16 変態女・青姦・レズSEX（8月27日、SASUKE）
- 気分爽快3Pプレイ 総集編150分 DX（9月1日、キャットウォーク）
- サスケプレミアム Vol.17 サスケプレミアムVol.17 とにかく6P乱交（9月27日、SASUKE）

2012年
- 変態ナース（10月9日、スタジオテリヤキ）

### 動画配信【無修正】
2011年
- 元大手クリエイト宣伝部社員のエロ実態（6月21日、一本道）
- どスケベ淫乱美女の白濁3P（7月19日、一本道）

2012年
- 女教師家庭訪問（4月2日、カリビアンコム
- お注射されたい変態ナース（5月18日、カリビアンコム）
- 完全主観バーチャル温泉旅行 混浴編（8月2日、一本道）
- 彼女とハメ撮り温泉旅行 ～前編～（9月25日、カリビアンコム）
- 完全主観バーチャル温泉旅行 密室編（10月17日、一本道）

2013年
- 彼女とハメ撮り温泉旅行 ～後編～（2月18日、カリビアンコム）